# Frou Frou
Frou Frou är en brittisk electronicagrupp bildad av Imogen Heap och Guy Sigsworth 2001. Året efter gav gruppen ut sitt debutalbum, Details. Båda medlemmarna skriver låtar, producerar och spelar instrumenten på spåren, medan Heap står för sången.
Bandet upplöstes 2003. I november 2017 tillkännagavs att Heap och Sigsworth skulle återförenas till turné som Frou Frou i samband med en Imogen Heap soloturné 2018. År 2019 gav de ut sin första musik på 2019 i och med singeln "Guitar Song".

## Diskografi
Studioalbum
- Details (2002)

Samlingsalbum
- Icon (2011) (Imogen Heap & Frou Frou)

Singlar
- "Breathe In" (2002) (#44 på UK Singles Chart)
- "Must Be Dreaming" (2002)
- "It's Good To Be In Love" (2003)
- "Guitar Song" (2019)